# Nathan Edwin Brill
Nathan Edwin Brill (New York, 3 gennaio 1860 – New York, 13 dicembre 1925) è stato un medico statunitense.
Fu autore di celebri opere sull'istologia e sulla neurologia.
Brill ha lavorato al Mount Sinai Hospital di New York e ha dato il suo nome ad una forma lieve di tifo endemico che colpisce soggetti  già precedentemente colpiti.